# كوني ماير
كوني ماير (بالهولندية: Connie Meijer)‏ كانت دراج هولندية.

## سجل النتائج

### سباقات أو مراحل فازت بها
- بطولة العالم لسباق الدراجات على الطريق

## الميداليات
| الميدالية | المسابقة                                    |
| --------- | ------------------------------------------- |
| برونزية   | بطولة العالم لسباق الدراجات على الطريق 1987 |

## روابط خارجية
- كوني ماير على موقع أرشيف الدراجات (الإنجليزية)
- كوني ماير على موقع إحصائيات الدراجات الإحترافية (الإنجليزية)